# Orange (Nowy Jork)
Orange – miasto w Stanach Zjednoczonych, w stanie Nowy Jork, w hrabstwie Schuyler.